# Aeroportul Cannes – Mandelieu
Aeroportul Cannes – Mandelieu (IATA: CEQ, ICAO: LFMD) este un aeroport din Cannes, Arondismentul Grasse, Alpes-Maritimes, Provența-Alpi-Coasta de Azur, Franța metropolitană, Franța ce deservește zona Cannes. Aeroportul a fost tranzitat în 2022 de 9.984 de pasageri. A fost deschis în 1905 și numit după zona deservită.
Situat la o altitudine de 4 m, aeroportul dispune de o singură pistă. Este operat de Q115580080⁠(d).